# Спетару (Бузеу)
Спетару (рум. Spătaru) — село у повіті Бузеу в Румунії. Входить до складу комуни Костешть.
Село розташоване на відстані 89 км на північний схід від Бухареста, 7 км на південний захід від Бузеу, 105 км на захід від Галаца, 111 км на південний схід від Брашова.

## Населення
За даними перепису населення 2002 року у селі проживали 1010 осіб.
Національний склад населення села:
| Національність | Кількість осіб | Відсоток |
| -------------- | -------------- | -------- |
| румуни         | 996            | 98,6%    |
| греки          | 9              | 0,9%     |
| цигани         | 5              | 0,5%     |

Рідною мовою назвали:
| Мова      | Кількість осіб | Відсоток |
| --------- | -------------- | -------- |
| румунська | 1001           | 99,1%    |
| грецька   | 9              | 0,9%     |